# Ashnola Indian Reserve 10
Ashnola Indian Reserve 10 är ett reservat i Kanada.   Det ligger i provinsen British Columbia, i den södra delen av landet, 3 300 km väster om huvudstaden Ottawa.
I omgivningarna runt Ashnola Indian Reserve 10 växer i huvudsak barrskog. Runt Ashnola Indian Reserve 10 är det mycket glesbefolkat, med 3 invånare per kvadratkilometer.